# Guttigadus
Guttigadus is een geslacht van straalvinnige vissen uit de familie van diepzeekabeljauwen (Moridae). Het geslacht is voor het eerst wetenschappelijk beschreven in 1953 door Taki.

## Soorten
- Guttigadus globiceps (Gilchrist, 1906).
- Guttigadus globosus (Paulin, 1986).
- Guttigadus kongi (Markle & Meléndez C., 1988).
- Guttigadus latifrons (Holt & Byrne, 1908).
- Guttigadus nudicephalus (Trunov, 1990).
- Guttigadus nudirostre (Trunov, 1990).
- Guttigadus squamirostre (Trunov, 1990).